# Datsun
Datsun fue una marca de automóviles subsidiaria del fabricante japonés Nissan. El nombre Datsun surgió en dicho país en la década de 1910 como nombre de los autos fabricados por Kwaishinsha Motor Car Works. Después de la Posguerra de la Segunda Guerra Mundial, durante las décadas de 1950 a 1960 y hasta los primeros años de la década de 1980, Nissan estableció el nombre de marca Datsun como nombre comercial para sus gamas de modelos fuera de Japón para la mayor parte de países del mundo, siendo descontinuada globalmente hacia el año 1985 en favor de la unificación comercial de la marca corporativa Nissan. A principios de la década del 2010, Nissan, que desde fines de la década de 1990 se había convertido en subsidiaria de la alianza Renault-Nissan-Mitsubishi, llevó a cabo el relanzamiento de la marca que se enfocaría hacia ciertos mercados emergentes como Indonesia e India, estando activa durante algunos años y siendo finalmente descontinuada hacia los años 2020 y 2021.

## Historia
El primer antecedente de la marca Datsun, tuvo lugar en 1912, cuando el ingeniero japonés Masujiro Hashimoto decidió aplicar sus conocimientos adquiridos en los Estados Unidos con el fin de producir un automóvil de manufactura 100% japonesa. Para ello, consiguió respaldo financiero al asociarse con los empresarios Kenjiro Den, Rokuro Aoyama y Meitaro Takeuchi, quienes aportaron el capital con el cual Hashimoto puso en marcha su plan.
De esta manera, en 1914 los socios constituyen Kwaishinsha Motorcar Works, cuyo primer auto producido fue bautizado como DAT. Este nombre, no era otra cosa que la conjunción de las iniciales de los apellidos de sus principales accionistas fundadores: Den, Aoyama y Takeuchi. Así, fue puesto a la venta el primer automóvil que fue conocido como DAT Type 31 y su fisonomía se asimilaba demasiado con los primeros coches producidos en los Estados Unidos, tal cual eran los conocimientos adquiridos por Hashimoto. En 1918, la fábrica cambió su nombre por el de Kwaishinsha Motorcar Co. y, en 1925, fue nuevamente modificado por el de DAT Motorcar Co.
Con el correr de los años, la marca DAT se haría conocida por la calidad de sus coches de gran porte y equipamiento para su época, algo que hizo replantear a los socios la posibilidad de ofrecer un nuevo vehículo, pero de características más reservadas en relación con lo que se venía produciendo. Durante esos años, en 1926 se produjo un nuevo cambio en la razón social de la compañía, cuando al producirse el ingreso de Jitsuyo Jidosha Seizo cambia su razón social a la de Dat Automobile Manufacturing y en, 1931, se decide dar inicio a la producción de un nuevo vehículo de menor costo y de mayor accesibilidad al bolsillo del cliente. Al mismo tiempo, se aprovechó este hecho para lanzar una nueva marca asociada a los vehículos low cost. Así, se lanzó el Datson Tipo 10, un pequeño deportivo biplaza cuyo nombre era una conjunción entre la marca DAT y la palabra inglesa son (hijo en español), dando a entender que, debido a su menor coste en relación con los otros modelos DAT, este coche venía a ser el hijo de DAT. La popularidad alcanzada por el Datson hizo que, paulatinamente, la Dat Automobile Manufacturing se inclinara cada vez más hacia la producción de este tipo de vehículos, quedando finalmente la marca Datson como buque insignia de la compañía. Para 1933, la compañía vuelve a cambiar su nombre al niponizar el término "Dat Automobile Manufacturing" y pasando a denominarse Dat Jidosha-Seizo Co. Ltd.[cita requerida]
Sin embargo, a pesar de haber virado su producción hacia modelos de bajo costo y consumo, en 1934 la Dat Jidosha-Seizo Co. Ltd. fue adquirida por Yoshisuke Aikawa, quien constituyó sobre su base en Nissan, cuyo nombre principal era el acrónimo del término Nippon Sangyo (en español Industria de Japón). Una vez con la DAT en su poder, Aikawa tomó la decisión de cambiar la denominación de Datson al reformularla como "Datsun". El motivo del cambio de la "o" por la "u", obedeció a que el término inglés son se pronunciaba como la palabra japonesa 損 (pérdida en español, loss en inglés), por lo que se optó por el término inglés sun (sol en español), haciendo a su vez homenaje al símbolo principal que daba identidad al Japón de esa época: El Imperio del Sol Naciente.
Apenas tres años después, Kwaishinsha construyó el DAT, nombre derivado de las iniciales de los fundadores de la empresa: Den, Aoyama y Takeuchi. un pequeño coche de pasajeros equipado con un motor bicilíndrico de 10 CV (7,4 kW) que podía alcanzar los 32 km/h (20 mph).[cita requerida]
En 1918 crearon el Datson "El hijo de DAT" nombre que en japones suena como una expresion que viene a decir "Por poco dinero" este auto era un pequeño deportivo biplaza. 
Posteriormente en 1925, la Compañia  adopta el nombre de "Dat Motor Car Co" y al integrarse al grupo "Jitsuyo Jidosha Seizo" cambia su razon social a la de "Dat Automobile Manufacturing". 
En 1931 se asocia con "Tobota Imono Co." y a los dos años, "Dat Automobile Manufacturing" inicia la fabricacion de los primeros modelos "Datsun" producto de unir las siglas "DAT" al termino "Sun" (en español sol), como una suerte de homenaje al entonces Imperio del Japón, conocido popularmente como "El Imperio del Sol Naciente". Uno de los atributos principales de su insignia era un círculo rojo ubicado en la parte posterior, que representaba el principal atributo de la bandera de Japón.[cita requerida]
Después de que Japón entró en guerra con China en 1937, la producción de automóviles de pasajeros fue restringida, por lo que en 1938, la planta de Yokohama de Datsun se concentró en la construcción de camiones para el Ejército Imperial Japonés.
Antes de la entrada al mercado estadounidense en 1958 Datsun era quien exportaba sus vehiculos bajo esta marca, mientras que Nissan nunca exporto ningun vehiculo.
Nissan no producía automóviles con la marca Nissan, sino solo camionetas. Sus coches de diseño interno siempre fueron marcados como Datsun. Por lo tanto, para los ejecutivos de Nissan sería natural usar un nombre tan exitoso al exportar modelos a los Estados Unidos. Sólo en la década de 1960 Datsun comenzó a marcar algunos modelos de automóviles como Nissan, como el Patrol y un pequeño lote de prueba de unos 100 sedanes de lujo Cedric, y no de nuevo hasta la década de 1980. El coche Z del mercado japonés, vendido como Fairlady Z, también tenía el distintivo de Nissan. En los Estados Unidos se llamó Nissan Motor Corporation, que fue fletada el 28 de septiembre de 1960 en California, pero los autos pequeños que la empresa exportaba a ese país todavía se llamaban Datsun.[cita requerida]
Perteneció a la Nissan Motor Co. hasta su primera disolución en 1986, aunque los derechos de uso de su nombre continuaron en poder de Nissan. Finalmente, gracias a esta última alternativa, la marca Datsun fue relanzada por la alianza Renault-Nissan, nueva propietaria de sus derechos de producción en 2013, siendo destinada a los mercados de India y Sudáfrica hasta 2022; e Indonesia y Rusia hasta 2020.

## Cronología
- 1911: El ingeniero japonés Masujiro Hashimoto, establece la Kwaishinsha Co. en el distrito Azabu-Hiroo de Tokio.
- 1914: Kwaishinsha lanza un automóvil construido para las calles de Japón y gana el premio de bronce en la Exposición Yaisho en Tokio. Nace así el DAT-Car (DAT-GO en japonés). El nombre de la compañía se forma con las iniciales de los apellidos de los tres principales inversores de la compañía (Den, Aoyama y Takeuchi). A su vez, el término "DAT" se toma como una traducción al japonés del término Rayo rápido. Las siglas "DAT" también respaldan los principios rectores de la compañía: Duradera (Durable), Atractiva (Attractive) y Fiable (Trustworthy).
- 1919: En Osaka se estableció la Jitsuyo Jidosha Seizo Kaisha (Compañía Práctica de Fabricación de automóviles), que comenzó fabricando vehículos de tres ruedas diseñados por el ingeniero estadounidense William Gorham, figura clave en la creación de la futura Nissan Motor Company.
- 1926: La Kwaishinsha Co. de Hashimoto se fusiona con la Jitsuyo Jidosha para formar la DAT Jidosha Seizo Company, que a su vez crea el primer motor de cuatro cilindros de fundición de un solo cuerpo.
- 1931: DAT Jidosha Seizo se afilió a Tobata Foundry Co. Su propietario Yoshisuke Aikawa, teniendo en mente su visión de movilidad para todos, fabrica un nuevo automóvil ligero, económico y duradero: diseñado localmente y producido en serie, fue bautizado como "Datson", conjugando las siglas de la marca DAT con el término inglés Son, el hijo de DAT, en relación con los modelos anteriores de DAT. El nombre se cambia más tarde a "Datsun".
- 1933: Se establece Jidosha Seizo Co. Ltd. (Compañía Limitada Productora de Automóviles), que asume todas las operaciones de la división de automóviles de Tobata Foundry Company para la producción de la marca Datsun. Su primer modelo producido fue el Datsun 12.
- 1934: Jidosha Seizo Co. se convierte en la Nissan Motor Company Ltd. El nombre de la compañía es tomado de la abreviatura del término "Nippon Sangyo" (Industrias de Japón) y la marca Datsun comienza a exportarse a mercados asiáticos, Australia, América Latina entre otros.[cita requerida]
- 1935: Nissan inaugura la primera planta de producción masiva de automóviles de Japón en Yokohama y el primer Datsun 14 sale de la línea de ensamblaje ese mismo día. La producción masiva no solo transforma a Nissan, sino también el modo de producir vehículos en Japón y en todo el mundo, teniendo un profundo efecto en la economía japonesa.[7]

## Modelos producidos

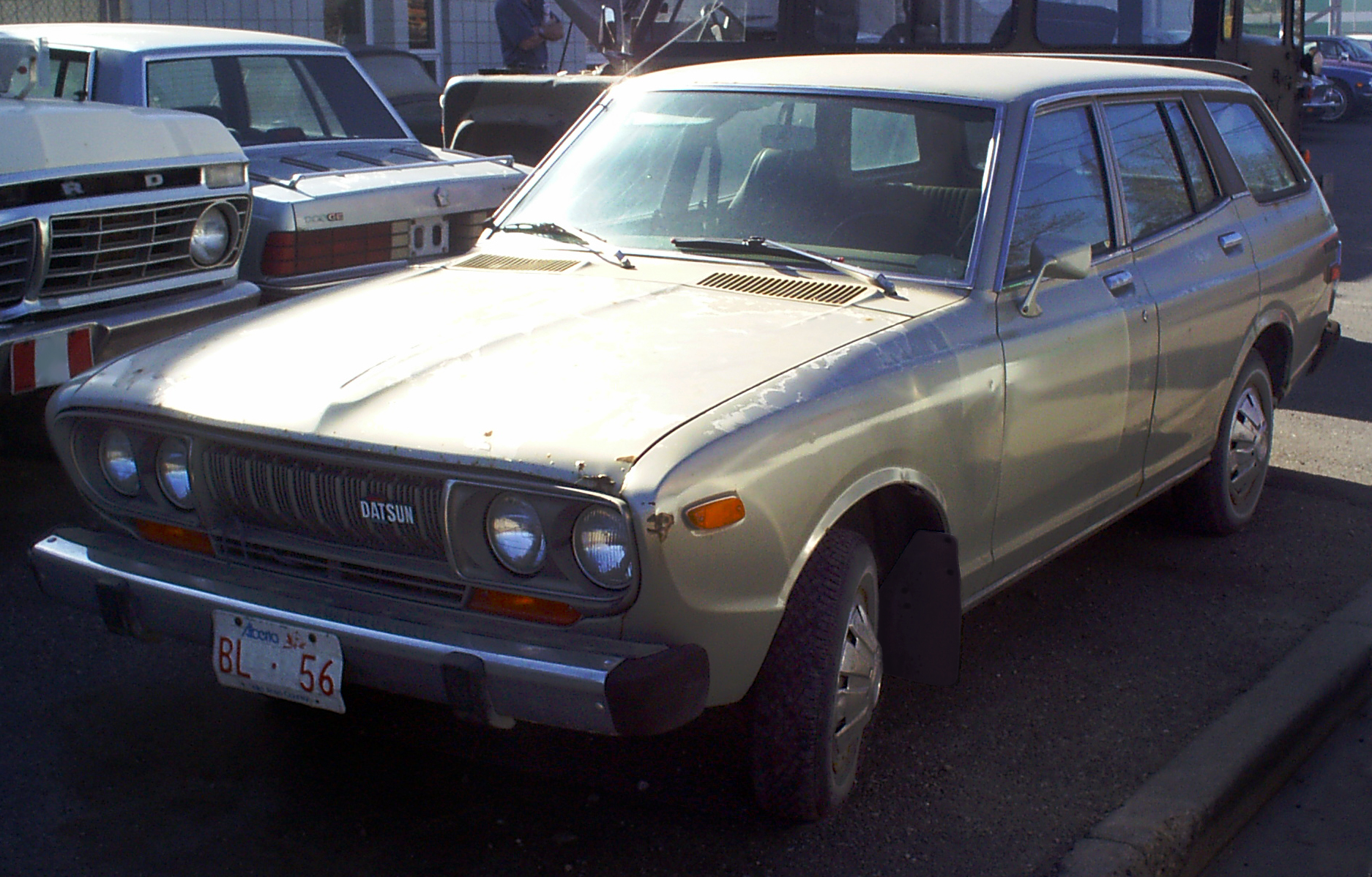
710 guayín del mercado canadiense.

- redi-GO
- Go
- on-Do
- Mi-Do
- 160J
- 160Z
- 1600
- Sports
- 510
- 710
- 610
- 240Z
- 280 ZX